# Reznos
Reznos település Spanyolországban, Soria tartományban. Reznos Carabantes, Quiñonería, Torrubia de Soria, Ciria, Torrelapaja és Berdejo községekkel határos. Lakosainak száma 22 fő (2024).

## Népesség
A település népessége az elmúlt években az alábbi módon változott:
| Lakosok száma | 42   | 43   | 36   | 38   | 33   | 32   | 30   | 32   | 25   | 22   |
|               | 2001 | 2004 | 2007 | 2009 | 2012 | 2014 | 2017 | 2019 | 2022 | 2024 |